# آب‌انبار مخک
آب‌انبار مخک مربوط به دوران‌های تاریخی پس از اسلام است و در کیلومتر ۳۰ جاده جهرم به شیراز، سمت راست جاده واقع شده است. 

## معماری بنا
مصالح به کار رفته در احداث این بنا که با آب در ارتباط است، ملاط ساروج استفاده شده است. این بنا دارای ۶ دهانه به ابعاد ۱۲۰ سانتیمتر و ارتفاع ۱۶۰ سانتیمتر است. وروردی اصلی آب انبار نیز در بخش شمالی آن واقع است. عمق وضع موجود بنا ۸ متر و ضخامت دیوار گرداگرد آن ۵۰ سانتیمتر است. این بنا دارای گنبدی به ارتفاع ۲ متر است. راه پله ای نیز جهت دسترسی به پشت بام از طریق ۷ پله به ارتفاع ۲۰ سانتیمتر و عرض ۳۰ سانتیمتر در بنا تعبیه شده است. عرض پشت بام این آب انبار ۱۶۰ سانتیمتر می باشد. بدنه بیرونی آب انبار که با گچ اندود شده بوده ، هم اینک از بین رفته است. پیش از این برای هدایت آب به این آب انبار جویی وجود داشته که به مرور زمان پرشده و بعضی قسمت های آن نیز از بین رفته است.
این اثر در تاریخ ۱۰ دی ۱۳۸۱ با شمارهٔ ثبت ۶۷۸۹ به‌عنوان یکی از آثار ملی ایران به ثبت رسیده است.